# The Screaming of the Valkyries
The Screaming of the Valkyries är det brittiska extreme metal-bandet Cradle of Filths fjortonde studioalbum. Det utgavs 21 mars 2025 på etiketten Napalm Records.

## Låtlista
1. To Live Deliciously – 05:32
2. Demagoguery – 06:16
3. The Trinity of Shadows – 06:22
4. Non Omnis Moriar– 05:05
5. White Hellebore – 05:04
6. You Are My Nautilus – 07:39
7. Malignant Perfection – 06:45
8. Ex Sanguine Draculae – 07:09
9. When Misery Was a Stranger – 06:21

## Medverkande
- Dani Filth – sång
- Martin Škaroupka – trummor, keyboard
- Daniel Firth – basgitarr
- Donny Burbage – gitarr
- Marek Šmerda – gitarr
- Zoe Marie Federoff – keyboard, sång

Övriga
- Scott Atkins – producent
- Roberto Diaz – omslagsdesign